# Hans de Beer
Hans de Beer (* 1957 in Muiden, Nordholland) ist ein niederländischer Illustrator und Autor.

## Leben und Wirken
Hans de Beer studierte zunächst für kurze Zeit Geschichte, danach begann er ein Studium  für Illustration an der Rietveld Art Academie in Amsterdam. Seine Examensarbeit über den kleinen Eisbären Lars brachte de Beer bereits den Durchbruch. Er reiste im Jahr 1986 zur Kinderbuchmesse ins norditalienische Bologna. Dort traf er Brigitte Sidjanski, von dem gemeinsam mit ihrem Ehemann Dimitri gegründeten NordSüd Verlag in Zürich. Idee und Umsetzung der Geschichten mit dem kleinen Eisbären gefielen den Verlagsleuten. Sie brachten 1987 das erste Eisbären-Buch heraus, das gleich erfolgreich war. Die inzwischen zahlreichen Bücher der Kleiner-Eisbär-Reihe wurden seither in 35 Sprachen übersetzt und millionenfach verkauft. Außerdem gibt es zwei Kinofilme und zahlreiche Hörbücher, die von dem kleinen Eisbären erzählen. Hans de Beer hat aber auch noch zahlreiche andere Kinderbücher verfasst. Er lebt als freier Illustrator mit seiner Frau, der italienischen Illustratorin Serena Romanelli, in Amsterdam und in der Nähe von Florenz.

## Werke
Folgende Bücher sind in der Kleiner-Eisbär-Reihe erschienen:

### Kleiner Eisbär
- Kleiner Eisbär, wohin fährst du? (1987), ISBN 3-85825-290-5.
- Kleiner Eisbär, komm bald wieder! (1988), ISBN 3-85825-316-2. (DE: Gold (Kids-Award))[3]
- Kleiner Eisbär, nimm mich mit! (1990), ISBN 3-314-00344-7.
- Kleiner Eisbär, kennst du den Weg? (1996), ISBN 3-314-00757-4.
- Der kleine Eisbär und der Angsthase (1998), ISBN 3-314-00675-6.
- Kleiner Eisbär, lass mich nicht allein! (1999), ISBN 3-314-00955-0.
- Kleiner Eisbär, hilf mir fliegen! (2001), ISBN 978-3-314-01177-1
- Kleiner Eisbär in der Walbucht (2008), ISBN 978-3-314-01625-7.
- Kleiner Eisbär: Lars, bring uns nach Hause! (2011), ISBN 978-3-314-10028-4.
- Kleiner Eisbär, Lars und die verschwundenen Fische (2017), ISBN 3-314-10413-8.
- Kleiner Eisbär, komm bald wieder, kleiner Eisbär! (2017), ISBN 3-7707-7701-8.
- Kleiner Eisbär – das große Buch vom kleinen Eisbären (2017), ISBN 3-314-10414-6.
- Kleiner Eisbär – der kleine Eisbär und der Angsthase (2017), ISBN 3-7707-7703-4.
- Kleiner Eisbär – nimm mich mit, Lars! (2021), ISBN 3-314-10548-7.
- Kleiner Eisbär – Lars und die Pandabären (2021), ISBN 3-314-10530-4.
- Kleiner Eisbär – Lars rettet die Rentiere (2021), ISBN 3-314-10549-5.

#### Weitere zweisprachige Ausgaben
- Kleiner Eisbär wohin fährst du? = Küçük beyaz ayı nereye gidiyorsun?, Üb. Kemal Kurt (1994)
- Kleiner Eisbär, hilf mir fliegen! = Küçük Beyaz Ayı, Yardım Et Uçayım!, Üb. Kemal Kurt (1999)
- Kleiner Eisbär, kennst du den Weg? = Küçük Beyaz Ayı Yolu Biliyor Musun?, Üb. Kemal Kurt (2001)
- Der kleine Eisbär und der Angsthase = Küçük Beyaz Ayı İle Korkak Tavşan (2002)
- Kleiner Eisbär, nimm mich mit!

### Sonstiges
- Olli, der kleine Elefant (1989)
- Valentino Frosch und das himbeerrote Cabrio (1990)
- Kleiner Braunbär, wovon träumst du? (1994), ISBN 3-314-00603-9.
- Kleiner Dodo, was spielst du? (1995)
- Ich bin MäuseKatzenBärenStark! (2000)
- Wer legt das schönste Ei? (2002)
- Leonardos großer Traum (2003)
- Der kleine Eisbär rettet die Rentiere (2005)
- Briefmarke für die Schweizerische Post (2008)
- Hase und Maulwurf: Zwei starke Freunde (2014)

## Auszeichnungen
- 1987: Preis der Stadt Cherbourg
- 1988 und 1991: „Vlag en Wimpel“ (Niederlande)
- Dreimal (zuletzt 2000) „Pluim van de Maand“ (Niederlande)